# João Sebastião Costa
João Sebastião Francisco da Costa (Cuiabá, 1949) é um pintor, desenhista, figurinista e professor brasileiro.

## Biografia e carreira
Costa nasceu em Cuiabá em 1949. Ele começou a estudar pintura em 1965 com Bartira de Mendonça. Em torno de 1969, passou a frequentar o ateliê de Humberto Espíndola em Campo Grande.
Em 1973, inicia atividades artísticas no Museu de Arte e Cultura Popular da Universidade Federal de Mato Grosso (UFMT).
Costa faleceu aos 66 anos no dia 28 de fevereiro de 2016 após sofrer uma parada cardíaca.

## Obras
- Sagrados Corações de Caju (1974, Óleo sobre tela)[5]
- São João Sebastião na Barriga do Minhocão (1977, Óleo sobre tela)[5]
- O Brasil É Feito por Nós (1977)[5]
- Língua Cuiabana (1977, Óleo sobre tela)[5]
- São João Sebastião (1980)[5]
- Pacu-onça (1981, Óleo sobre tela)[5]
- O Sapo e o Camaleão (1985, Óleo sobre tela)[5]
- Na Pata, o Caju (1986, Óleo sobre tela)[5]
- Rei Festeiro e Sirigaita Mimi (Óleo sobre tela)[5]
- Saci-onça[5]